# ارون پیپر
ارون پیپر (اسپانیایی: Arón Piper‎؛ زادهٔ ۲۹ مارس ۱۹۹۷) بازیگر اهل اسپانیا است. وی از سال ۲۰۰۴ میلادی تاکنون مشغول فعالیت بوده‌است.
همچنین او به عنوان یک خواننده شروع به فعالیت کرده است و سه فیت و یه ترک به اسم al داده است. 
از فیلم‌ها یا برنامه‌های تلویزیونی که وی در آن نقش داشته‌است، می‌توان به نامه، پانزده سال و یک روز و مجموعه تلویزیونی نت‌فلیکس الیت اشاره کرد.